# کمانژه
کمانژه (به لاتین: Kamanje) یک منطقهٔ مسکونی در کرواسی است که در شهرستان کارلوواتس واقع شده‌است.